# Амарагадхи
Амарагадхи (непальск. अमरगढी) — город на западе Непала в районе Даделдхура, входящем в зону Махакали. Название города происходит от имени генерала Амара Сингха Тапы, участвовавшего в Англо-непальской войнe.
Население по состоянию на 2011 год — 21 245 человек.